# Седиментни скали
Седимѐнтните скали (утаечни скали) са един от трите вида скали в литосферата. Другите са магмени и метаморфни. Образувани са чрез утаяване, преобразуване и втвърдяване във водна или сухоземна среда. Утаяването (наслагването) може да стане по механичен път (под влияние на силата на тежестта и изменение на динамиката на средата), химичен (от водни разтвори при достигане на тяхната концентрация на насищане и в резултат на обменни реакции), а също и биогенен (под влияние на жизнената дейност на организмите). В зависимост от характера на наслагите, седиментните скали се поделят на кластични (теригенни), химични и биогенни.

## Видове материали, изграждащи седиментните скали
Източници на веществата за образуването на седиментните скали се явяват:
- продуктите от изветрянето на магмените, метоморфните и по-стари седиментни скали, изграждащи земната кора;
- разтворените в природните води компоненти;
- газовете в атмосферата;
- продуктите, възникнали при жизнената дейност на организмите;
- вулканогенен материал (твърди частици, изхвърлени от вулканите, горещи водни разтвори и газове, пренасяни от вулканичните изригвания на повърхността на Земята и във водните басейни).[3]

В съвременните океански наслаги (червена дълбоководна глина, тиня и др.) и в древните седиментни скали се срещат също космически материал (малки парченца от никелно желязо, силикатни частици, кристали от магнетит и т.н.) Освен това в състава на седиментните скали, като правило, присъстват и органични остатъци с растителен и животински произход, синхронизирани по време на тяхното образуване, и по-рядко много древни (преотложени) седиментни наслаги. Някои седиментни скали (варовици, въглища, диатомити и др.) изцяло са изградени от органични остатъци. Размерът на частиците (зърната), тяхната форма и взаимното им съчетаване определят структурата на седиментните скали.

## Образуване на седиментните скали
Седиментните скали образуват пластове, слоеве, линзи и други геоложки тела с различни форми и размери, залягащи в земната кора хоризонтално (нормално), наклонено или във вид на сложни гънки. Вътрешният строеж на тези тела, обусловен от ориентирането и взаимното разположение на зърната (или частиците) и способността им да изпълват даденото им пространство, се нарича текстура на седиментните скали. За повечето от тези скали е характерна слоеста текстура. Типовете текстура зависи от условията на тяхното образуване – главно от динамиката на средата.
Образуването на седиментните скали става по следния начин: възникване на изходни продукти по пътя на разрушаването на скалите, пренос на тези материали от водата, вятъра и ледниците и наслагването им по повърхността на сушата или във водни басейни. В резултат от това се образуват рохкави и порести наситени с вода утайки, изградени от разнородни компоненти. Те представляват неуравновесена сложна физико-химична и частично биоложка система, която с течение на времето постепенно се споява и втвърдява, и се превръща в седиментна скала.

## Видове седиментни скали
Класификацията на седиментните скали се основава на техния състав и генезис. Във връзка с това, че повечето от седиментните скалите са полигенни, т.е. една и съща седиментна скала може да се образува при различни процеси (например, варовиците могат да бъдат кластични, хомогенни или органогенни), при поделянето им на основни групи се отчита главно техния състав. Различават се над 10 групи седиментни скали: кластични (теригенни), глинести, глауконитови, глиноземни, железисти, манганови, фосфатни, силициеви, карбонатни, соли, каустобиолити и др. Освен тези основни групи, съществуват и скали със смесен състав – преходни между кластични и карбонатни, карбонатни и силициеви и др., а също вулканогенни-седиментни скали, представляващи смес от кластично-седиментен материал и твърди продукти, изхвърлени от вулканите. По-детайлно деление в рамките на отделните групи се прави по тяхната структура (размера на зърната), минералния състав и генезиса.
По своя химичен състав седиментните скали се отличават от магмените главно по своята диференцираност, широкия диапазон на колебанията в съдържанието на скалообразуващите компоненти, повишеното съдържание на вода, въглена киселина, органичен въглерод, калций, сяра и др. Преобладаващите седиментни скали са глинестите (глини, аргилити, глинести шисти – около 50%), пясъчници (пясъци и пясъчници – около 22 – 23%), карбонатни (варовици, доломити и др. – около 22 – 23%) и преходни (около 5%).

## Разпространение на седиментните скали
Образуването и разпространението на седиментните скали по Земята се определя основно от климатичните и тектонски условия. В областите с хумиден климат (влажен и топъл) се образуват глиноземни, железисти, манганови седиментни скали и различни каустобиолити. За аридните (сухи) области са характерни наслагите от доломити, гипс, халит, калиеви соли, червеноцветни скали. За нивалните области (полярни и високопланински) продуктите от физическото изветряне са представени от различни кластични (теригенни) скали.
Влиянието на тектонския режим е също важен компонент. В геосинклиналите се натрупват мощни пластове седиментни скали, които, като правило, се характеризират със своята изменчивост в пространството и пъстър (многокомпонентов) състав от кластичен и друг материал, наличие на пластове с вулканични седиментни скали и др. Обратно, на платформите залягат малки по мощност пластове от седиментни скали, често с пластове, изградени в пространството с еднороден (еднокомпонентен) състав от кластичен материал.
Поради това, че условията на седиментация в предишните геоложки епохи са били близки или аналогични до съвременните, картината на съвременното разпространение на типовете скали по повърхността на Земята позволява да се възстанови палеогеографската и палеотектонската обстановка на геоложкото минало. Натрупването и скалообразуването на седиментните скали е периодичен процес. Формирането на сходни типове скали и техните парагенетични асоциации (формации) се повтарят многократно във времето, което е свързано с периодичните (дълговременни) изменения на климата и геотектонските движения. Заедно с това се наблюдава също постепенно изменение на условията на натрупване и седиментация през цялата геоложка история на земната кора. Еволюцията на седементацията е свързана с изменението на състава на водите в световния океан, атмосферата, еволюцията на органичния свят, преобразуването на структурата на земната кора, а също така и с изменението (увеличаването) на общото количество седементни скали по повърхността на Земята.
Седиментните скали съставляват около 10% от масата на земната кора и покриват 75% от повърхността на Земята. Основната им маса е съсредоточена в континентите (около 500 млн. km³) и континенталните склонове на морското дъно (около 190 млн. km³), докато на океанското дъно се падат около 250 млн. km³. В пределите на континентите около 75% от седиментните скали са привързани към геосинклиналните области и около 25% – към платформите. Над 75% от полезните изкопаеми, извличани от недрата на Земята (въглища, нефт, соли, железни, манганови, алуминиеви руди, злато и платина, фосфорити, строителни материали и др.) са съсредоточени в седиментните скали.